# Tears of Steel
Tears of Steel (títol original: Project Mango) és un curtmetratge del 2012 de ciència-ficció del productor Ton Roosendaal i el escriptor i director Ian Hubert. La pel·lícula combina imatges reals i generades per ordinador; es va realitzar emprant noves millores en les capacitats dels efectes visuals de Blender, programari de gràfics 3D per ordinador de codi obert i lliure. Essent el quart projecte de la Fundació Blender, precedit per Elephants Dream (2006), Big Buck Bunny (2008) i Sintel (2010). Ambientada en un futur distòpic, el curtmetratge es protagonitzat per un grup de guerrers i científics que es reuneixen a Oude Kerk a Amsterdam en un intent desesperat de salvar el món d'uns robots destructius.